# Martim de Cochem
Martim de Cochem ou Martinho de Cochem ou Martin von Cochem (Cochem, 13 de dezembro de 1630 ou 1634 – Waghäusel, 10 de setembro de 1712) foi um padre católico alemão da Ordem dos Frades Capuchinhos, teólogo, pregador e escritor ascético autor de numerosos livros religiosos altamente populares, que encontraram uma ampla distribuição mundial e foram reimpressos em parte até a década de 1950. Seu nome foi em homenagem a São Martinho.
Em 2012 o site católico Alexandria Católica disponibilizou digitalizado uma das mais conhecidas de suas traduções em língua portuguesa, O Valor Infinito do Santíssimo Sacrifício da Santa Missa publicado em 1914

## Vida
Martinho de Cochem nasceu em 1625 ou, como querem outros, em 1630, justamente na época em que os terrores da célebre guerra dos Trinta Anos assolava a Alemanha. Cochem é o nome duma pequena cidade, situada nas belas margens do Mosela onde, pouco tempo antes do nascimento de Martinho, os padres capuchinhos haviam construído um convento de sua Ordem.
Assim foi que o jovem, desde criança, estimava e amava os bons religiosos, de sorte que, tendo o consentimento de sua família, pediu-lhes o hábito de São Francisco.
Feito capuchinho, distinguiu-se pela extraordinária piedade e também pelo brilhante resultado de seus estudos, de maneira que lhe foi confiada a cadeira de teologia na Ordem.
Por muitos anos, instruiu Martinho os seus jovens irmãos de hábito nos segredos da ciência sagrada, até que, em 1666, o terrível espantalho da peste estendeu suas asas negras sobre a Alemanha, vitimando milhares de pessoas, especialmente nas vizinhanças do Reno. Cheios de zelo pela salvação das almas, os padres capuchinhos saíram da solidão do convento para dedicar-se ao tratamento dos doentes, e muitos desses santos homens deixaram a vida, mártires da caridade.
A escola, onde lecionava frei Martinho, foi dissolvida, sendo os noviços, seus discípulos, enviados para suas casas.
Martinho aproveitou estas férias inesperadas e forçadas para escrever um catecismo popular, no intuito de instruir o povo católico nos princípios da religião. E com tanta felicidade saiu-se desta incumbência, que os Superiores lhe mandaram renunciar definitivamente ao magistério e ocupar-se em editar livros e escritos religiosos que estivessem ao alcance de todos. Conhecendo nesta ordem à vontade de Deus, frei Martinho dedicava-se, com grande zelo, aos trabalhos da pena, editando numerosas obras, vivas testemunhas de que o seu autor tinha profundo conhecimento das necessidades religiosas de seu tempo, assim como do modo prático de remediá-las.
Seus escritos salientam-se pela linguagem simples e ingênua, pelo jeito admirável de falar ao coração humano, como também pela vivacidade e clareza do estilo.
Não podia deixar de suceder que o nome do padre Martinho se tornasse célebre e atraísse a atenção dos altos príncipes da Igreja. Com razão calculavam que o homem que, em seus escritos, sabia, de modo tão insistente e enérgico, propor ao povo o poder e a verdade da religião, ainda mais conseguiria pela força da palavra, ensinando e iluminando o mundo pela luz de suas acrisoladas virtudes. Eis o motivo por que os arcebispos de Mogúncia e Tréveris o encarregaram de pregar missões e de realizar a visita canônica em quase todas as freguesias de suas dioceses.
Obediente às ordens dos Superiores e pronto a sacrificar-se pela salvação das almas, ia instruir o povo nas verdades da santa religião romana, procurando transmitir, com especialidade, a seus inúmeros ouvintes, pelo menos uma faísca daquela devoção ao Santíssimo Sacramento que lhe abrasava o coração, e inspirando-lhes o desejo ardente de assistir, com regularidade e devoção, ao Santo Sacrifício da Missa, plenamente convictos de que o que se passa sobre o altar, não é senão a repetição incruenta da morte do Salvador.
Assim trabalhou incessantemente e sem cessar, até que, em idade avançada, foi chamado pelo Retribuidor do Bem, falecendo aos 10 de Setembro do ano de 1712 aos 87 anos

## Obras
Foram os seguintes os trabalhos publicados pelo Martim durante a sua vida:
- "Die Kirchenhistorie nach der Methode des Baronius und Raynaldus bis 1100" (Dillingen, 1693):
- "Die christliche Lehre";
- "Heilige Geschichten und Exempel";
- "Wohlriechender Myrrhengarten" (Cologne, 1693);
- "Büchlein über den Ablass" (Dillingen, 1693);
- "Exorcismen und für Kranke" (Frankfort, 1695);
- "Goldener Himmelsschlüssel" (Frankfort, 1695);
- "Gebetbuch für Soldaten" (Augsburg, 1698);
- "Anmuthungen während der heiligen Messe" (Augsburg, 1697);
- "Die Legenden der Heiligen" (Augsburg, 1705);
- "Leben Christi" (Frankfort, 1689; Augsburg, 1708);
- "Gebete unter der heiligen Messe" (Augsburg, 1698);
- "Kern der heiligen Messe" (Cologne, 1699);
- "Liliengarten" (Cologne, 1699);
- "Gebetbuch für heilige Zeiten" (Augsburg, 1704);
- "Die heilige Messe für die Weitleute" (Cologne, 1704);
- "Traktat über die göttlichen Vortrefflichkeiten" (Mainz, 1707);
- "Geistlicher Baumgarten" (Mainz and Heidelberg, 1709); *"Neue mystische Goldgruben" (Cologne, 1709);
- "Exemepelbuch" (Augsburg, 1712).